# Starrcade 1988
Starrcade '88: True Gritt è stata la sesta edizione dell'evento annuale Starrcade, show in pay-per-view prodotto sotto l'insegna della National Wrestling Alliance. Fu il primo Starrcade ad essere prodotto dalla World Championship Wrestling, e si svolse il 26 dicembre 1988 dal Norfolk Scope di Norfolk (Virginia). Poco prima dell'evento, Ted Turner comprò la Jim Crockett Promotions, e la compagnia divenne la WCW.
Il main event è stato un match di più di 30 minuti tra Ric Flair e Lex Luger per l'NWA World Heavyweight Championship. Precedentemente erano entrambi membri dei Four Horsemen, Luger iniziò ad avere incomprensioni con gli altri membri, e lasciò il gruppo. Quindi cominciò un feud con Flair quando Barry Windham, un amico di Luger, lo tradì, e si unì a sua volta ai Four Horsemen. Altri match di rilievo furono i Road Warriors contro Sting e Dusty Rhodes per l'NWA World Tag Team Championship, Barry Windham contro Bam Bam Bigelow per l'NWA United States Heavyweight Championship e Mike Rotunda contro Rick Steiner per l'NWA World Television Championship. Al termine dello show si svolse, non trasmessa in televisione per limiti di tempo, la 17-Man $50,000 Bunkhouse Battle Royal che fu vinta da Junkyard Dog.

## Risultati
| N. | Risultati | Stipulazioni | Durata |
| -- | --- | --- | ------ |
| 1  | Kevin Sullivan & "Dr. Death" Steve Williams sconfiggono The Fantastics (Bobby Fulton & Tommy Rogers) (c)                                                            | Tag team match per il NWA United States Tag Team Championship                                                                      | 15:50  |
| 2  | The Midnight Express (Bobby Eaton & Stan Lane) (con Jim Cornette) sconfiggono The Original Midnight Express (Dennis Condrey & Randy Rose) (con Paul E. Dangerously) | Tag team match | 17:46  |
| 3  | The Russian Assassins (#1 & #2) (con Paul Jones) sconfiggono Junkyard Dog & Ivan Koloff                                                                             | Tag team match | 06:47  |
| 4  | Rick Steiner sconfigge Mike Rotunda (c) (con Kevin Sullivan) | Single match per il NWA World Television Championship (durante il match, Kevin Sullivan fu chiuso e sospeso in alto in una gabbia) | 17:59  |
| 5  | Barry Windham (c) (con James J. Dillon) sconfigge Bam Bam Bigelow (con Oliver Humperdink) per conteggio fuori dal ring                                              | Single match per il NWA United States Heavyweight Championship                                                                     | 16:17  |
| 6  | Sting & Dusty Rhodes sconfiggono i Road Warriors (Hawk & Animal) (c) (con Paul Ellering) per squalifica                                                             | Tag team match per i NWA World Tag Team Championship                                                                               | 11:20  |
| 7  | Ric Flair (c) (con James J. Dillon) sconfigge Lex Luger | Single match per il NWA World Heavyweight Championship                                                                             | 30:59  |
| 8  | Junkyard Dog vinse eliminando per ultimo Abdullah the Butcher | 17-Man $50,000 Bunkhouse Battle Royal                                                                                              | 20:15  |

## Conseguenze
Dopo Starrcade, il feud tra Ric Flair e Lex Luger ebbe termine. Flair cominciò una nuova rivalità con Ricky Steamboat circa l'NWA World Heavyweight Championship. I due venivano presentati come personaggi diametralmente opposti, che vivevano stili di vita differenti, con Flair viveur arrogante e ricco, e Steamboat buon padre di famiglia. Steamboat vinse il titolo a Chi-Town Rumble, e i due continuarono ad affrontarsi in molti rematch. Il loro feud terminò quando Flair riconquistò la cintura a WrestleWar in un match considerato da molti come uno dei migliori di sempre. Luger lottò contro Barry Windham a Chi-Town Rumble, e vinse l'NWA United States Heavyweight Championship.